# تريول
التريول (بالإنجليزية: triol)‏ هو مركب كيميائي يحتوي على ثلاث مجموعات كربوكسيل وظيفية (ثلاث مجموعات —OH وظيفية)، كالغليسرول. ومن الأمثلة على التريولات للبنزين، تريول البنزين.